# 토미 햄프슨
토머스 ("토미") 햄프슨(Thomas ("Tommy") Hampson, 1907년 10월 28일 ~ 1965년 9월 4일)은 영국의 육상 선수로 1932년 로스앤젤레스 올림픽 800m 우승자이다.
런던의 클랩햄 출신으로 옥스퍼드 대학교에서 자신의 마지막 해까지 육상을 별로 하지 않은 햄프슨은 교육학을 마친 후, 1930년 세인트 앨번 학교의 교사가 되었다. 같은 해, 그는 영국 AAA 선수권 880 야드(805m) 타이틀을 우승하고 1931년과 1932년에도 보유하였다.
1930년 코먼웰스 게임에서도 그 타이틀을 우승한 햄프턴은 800m와 반 마일 종목에서 세계의 선두적 육상 선수들 중의 하나였다. 그 일은 그를 로스앤젤레스 올림픽에서 800m 금메달을 획득하는 데 최고 후보 선수들 중의 하나로 만들었다. 결승전에서 햄프슨은 캐나다의 알렉스 윌슨과 결투를 벌이면서 세계 신기록 1분 49.7초를 세워 우승을 거두었다.
또한 1600m 릴레이서 은메달을 추가하였으며, 그해 후반에 자신의 스포츠 경력을 끝냈다. 몇년 후에 교사직을 떠나 제2차 세계 대전 후에까지 공군의 교육인을 지냈다.
하트퍼드셔주 스티브니지에서 57세의 나이로 사망하였다.